# Papas (Armenien)
Pap oder Papas (armenisch Պապ; Latein: Papes/Papa; 353–374) war ein Fürst, der als Vasall des Römischen Reiches von 370 bis 374 König der Arsakiden-Dynastie im Königreich Großarmenien war.

## Familie und Jugend
Pap war der Sohn von Arschak II. und Pharantzem (P'arandzem), die Arschaks dritte bekannte Frau war. Bevor Arschak II. König von Armenien wurde, hatte er eine namentlich nicht bekannte Frau, die wohl schon vor 358 verstorben war. Mit ihr hatte er einen Sohn, Anob, Paps älteren Halbbruder. Schon Arschak diente als römischer Vasallenkönig von Armenien von 350 bis 368. Pap ist das einzige bekannte Kind von Arschak während dieser Regierungszeit.
Er wurde in Armenien aufgezogen und über seine Jugend ist wenig bekannt. Der armenische Historiker des 5. Jahrhunderts Faustus von Byzanz schreibt in der Geschichte der Armenier (B. IV, Kap. 15), dass die Eltern ihn gut ernährten und er sehr robust wurde, als er die Pubertät erreichte.

## Thronfolge
Während der Invasion des Sassanidenkönigs Schapur II. in das Königreich Armenien wurden Pharantzem und Pap zusammen mit dem armenischen Schatz in der Festung Artaxata eingeschlossen und von einer Truppe von Azatkʿ verteidigt. Ammianus Marcellinus schreibt, die persische Invasionstruppe sei von zwei armenischen Verrätern, Cylaces (Glak) und Artabanes (Vahan) angeführt worden. Schapurs Ziel war es, die armenische Arsakiden-Monarchie durch eine nicht-Arsakidische, jedoch armenische Doppelherrschaft (diarchy) der Nachararkʿ zu ersetzen. Faustus von Byzanz schreibt in seiner Epischen Geschichte auch über die zwei armenischen Nachararkʿ, Meruzhan Artsruni und Wahan Mamikonjan, die unter Schapur in Führungspositionen aufstiegen, sowie von Zik und Karen, die beide persische Adelstitel trugen. Anscheinend wollte Schapur sassanidische administrative Herrschaft (durch Zik und Karen) mit der Herrschaft der Nachararkʿ der Artsruni und Mamikonjan kombinieren.
Während der Belagerung wandte sich Pharantzem bittend an Cylaces und Artabanes im Namen ihres Mannes, der wieder zur Arsakiden-Monarchie übergewechselt war. Sie konnte die Flucht von Pap organisieren. Themistius berichtet von Paps Ankunft am Hof von Kaiser Valens in Marcianopolis, wo der Kaiser überwinterte. Valens bot ihm an in Neocaesarea in Pontus Polemoniacus (Pontos) zu bleiben, dreihundert Kilometer von der armenischen Grenze. 369 kehrte Pap auf Bitten des armenischen Adels in armenisches Territorium zurück. Er wurde von dem comes et dux Terentius begleitet, erhielt aber noch immer keinen königlichen Rang.

## König von Armenien
Valens zögerte, einen königlichen Titel an Pap zu vergeben, da er den früheren Vertrag von Kaiser Jovian vom Juli 363 nicht brechen wollte. Er entsandte seinen magister peditum praesentalis Arinthaeus nach Armenien gerade als Schapur II. ins Land einfiel um Pap zu fangen, welcher sich zu der Zeit in der Nähe der römischen Grenze in Lasika versteckte. Inzwischen setzte Terentius Sauromaces (Saurmag II, საურმაგ II) auf den Thron des Königreichs Iberien, aber der König, welcher von den Persern ernannt worden war, Aspacures (Mihrdat III. მირდატ III) behielt die Kontrolle im östlichen Teil des Königreiches. Anstatt nun auf die Jagd nach Pap zu gehen, konzentrierte Schapur seine Attacke nun auf die lang belagerte Festung Artaxata, die im Winter 370 letztlich fiel. Der Königsschatz wurde geraubt und Pharantzem vergewaltigt und ermordet. Schapur begann mit einer systematischen Verfolgung der Christen vor Ort und erzwang den Übertritt zum Mazdaismus (Zoroastrismus).
Schapur sandte Nachrichten an Pap, welcher sich noch immer versteckt hielt und versuchte ihn zu überzeugen, auf seine Seite zu wechseln. Unter Schapurs Einfluss ermordete Pap die Verräter Cylaces und Artabanes und schickte ihre Köpfe zum Schahanshah als Zeichen seiner Loyalität. Im Frühling 370 bereitete Schapur eine massive Invasion nach Armenien vor, die auch im folgenden Frühling 371 erfolgte. Valens Generäle Traianus und Vadomarius begegneten der Persischen Armee in Armenien bei Bagrevand, nicht weit vom Dorf Dzirav, wo sie einen Sieg davontrugen. Faustus von Byzanz hebt besonders den Sparapet Muschegh I. Mamikonjan hervor, der viel zum Sieg beigetragen haben soll. Moses von Choren von Armenien und der römische Geschichtsschreiber Ammianus Marcellinus schrieben, dass die Generäle von Valens nicht aktiv an der Schlacht teilnahmen, sondern damit beschäftigt waren, den König zu schützen. Während der folgenden Schlachten wurden immer mehr armenische Territorien von den Persern erobert, unter anderem Arzanene und Corduene, die den Persern von Jovian 363 offiziell zugesprochen wurden.
Zum Ende des Sommers zog sich Schapur wieder in seine Hauptstadt Ktesiphon zurück und Valens ging nach Antiochia am Orontes. Schapur konnte der massiven römischen Präsenz in Armenien nichts mehr entgegensetzen, weil er mit Angriffen des Kuschan-Imperiums im Osten seines eigenen Herrschaftsbereichs beschäftigt war. Während Frieden mit Persien herrschte, begann sich die Situation in Armenien zuzuspitzen.

## Fall

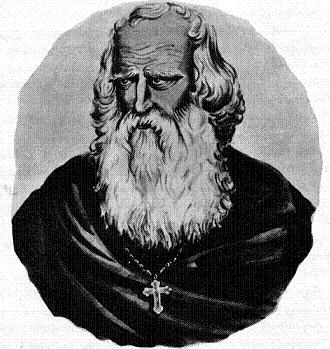
St. Nerses I.

Wie sein Vater verfolgte Pap eine aggressive Politik des christlichen Arianismus. Er kämpfte gleichzeitig darum ein Königreich zu beherrschen, welches von Schapur regelrecht auseinandergenommen worden war. Seine Versuche, eine feste Machtstellung zu erlangen führten daher direkt zu seinem Sturz. Pap vergiftete 373 den beliebten armenischen Katholikos Nerses I., der enge Verbindungen zum oströmischen Reich unterhielt. Die Vergiftung von Nerses sollte die große Macht der Kirche brechen. Zugleich konfiszierte Pap große Ländereien, die dem Bistum gehörten. Pap hatte einen gewissen Husik als Nachfolger benannt und sandte ihn zur Weihung nach Caesarea. Der Bischof von Caesarea Basilius weigerte sich jedoch den Kandidaten zu weihen und Kaiser Valens verlangte, dass Basilius schnell eine Lösung für die Situation finden sollte und einen Kandidaten, der für Pap akzeptabel war. Basilius scheiterte und der römische Bischof von Caesarea verlor damit effektiv seine traditionelle Rolle als Spender der Weihe für den Katholikos von Armenien. Paps Weigerung mit Basilius zusammenzuarbeiten verärgerte wiederum Valens. Außerdem verlangte Pap die Kontrolle über Caesarea und zwölf weitere römische Städte, unter anderem Edessa, als ehemalige arsakidische Besitzungen, während er zugleich offen mit Persien verhandelte. Valens entschied Pap zu exekutieren. Er lud ihn zu einem Treffen nach Tarsus. Pap kam mit einer Mannschaft von 300 Reitern, wurde aber misstrauisch, als er erfuhr, dass der Kaiser nicht vor Ort war und floh zurück nach Armenien.
Terentius sandte zwei Generäle mit scutarii (gepanzerter Kavallerie), die mit dem Land vertraut waren, einen Armenier Danielus und einen Iberer Barzimeres. Sie scheiterten jedoch und konnten Pap nicht fangen. Beide gaben als Entschuldigung an, dass Pap magische Kräfte benutzt habe um seiner Gefangennahme zu entgehen und mit einer dunklen Wolke seine Truppe versteckt habe. Faustus schreibt in seiner Epischen Geschichte ebenfalls, dass Pap von „Daevas“ (Dämonen) besessen gewesen sei. Möglicherweise war dies aber nur ein Angriff auf Pap, da dieser Sympathien gegenüber Arianern und Heiden erkennen ließ. Valens beauftragte daraufhin seinen General Traianus Paps Vertrauen zu erwerben und ihn zu ermorden. Traianus ermordete Pap 374 während eines Banketts, welches er für den jungen König organisiert hatte. Marcellinus Ammianus zog Parallelen zwischen dem Verrat am König der Quaden, Gabinius, durch Valentinian I. und dem Mord an Pap von Valens und schrieb auch, dass der Mord an Pap Valens verfolgte bis zur Schlacht von Adrianopel 378.
Die armenischen Nacharark’, die noch loyal gegenüber Pap gewesen waren, protestierten kaum gegen die Untat, da noch eine große römische Armee in Armenien präsent war. Der neue römische Kandidat für das Königtum wurde offenbar von Allen akzeptiert. Es war ein anderer Arsakide und ein Neffe von Pap, der in Rom aufgewachsen war. Er hieß Varasdates (Varazdat) und trat seine Herrschaft unter der Regentschaft von Muschegh Mamikonjan an. Die Mamikonjan waren bekannt als klar pro-römisch. Schapur hatte Pap lange hofiert und war nun auf äußerste erzürnt, dass Pap ermordet worden war und, dass ein neuer Arsakide stattdessen auf den armenischen Thron gesetzt worden war.

## Familie
Pap machte die armenische Adlige Zarmandukht zu seiner Frau und Königin. Zarmandukht gebar Pap zwei Söhne: Arsaces III. (Arshak III) und Vologases (Վաղարշ).

### Name
Pap wurde zu Ehren von Pap, einem Katholikos von 348 benannt, der ein Verwandter und der erste Sohn von Husik I. war. Der Heilige Husik war zugleich der Großvater des Katholikos Nerses I. der Große.

## In der Populärkultur
In der Tragödie Nerses The Great, Patron of Armenia von Sargis Vanadetsi (Sargis Mirzayan), 1857, tritt Pap als Figur auf und der Schriftsteller Stepan Sorjan (Ստեփան Եղիայի Զորյան, Առաքելյան, 1889–1967) hat den Roman Pap tagavor (1944) veröffentlicht.